# Долгая, Мария Леонтьевна
Мария Леонтьевна Долгая — советский хозяйственный, государственный и политический деятель.

## Биография
Родилась в 1911 году в селе Новосёловка. Член КПСС с 1952 года.
С 1930 года — на хозяйственной, общественной и политической работе. В 1930—1966 гг. — колхозница, звеньевая колхоза, звеньевая совхоза «Путь к коммунизму» Котовского района Одесской области Украинской ССР.
Избиралась депутатом Верховного Совета СССР 5-го и 6-го созывов.
Умерла в Котовском районе после 1997 года.

## Комментарии
1. ↑  Ныне — в Подольском районе, Одесская область, Украина.